# اقتراض معكوس
الاقتراض المعكوس، أو إعادة الاقتراض وسمي في العربية التعجيم والارتداد اللغوي، هو أخذ كلمة من اللغة من لغة أخرى، ثم استعادتها في صيغة أو بمعنى مغاير.

## أمثلة
| لاتينية: | Stibium       | > | عربية:  | إثمد   | > | لاتينية: | Antimonium     |
| إغريقية: | κίνημα (حركة) | > | فرنسية: | cinéma | > | إغريقية: | σινεμά (سينما) |

- رزمة > rezma بالإسبانية > رشمة، بحسب دوزي[4]
- گوز > جوز بالعربية > جوز بالفارسية
- مجريط > مدريد بالإسبانية > مدريد

## حواش
1. ↑  مصطلح اعتمده حالم الجيلالي في دراسته. قال فيه: «اعتماد مصطلح المعجم […] لتأثيل الكلمات العربية التي دخلتها العجمة ثم عادت إلى العربية بصيغة غريبة عن الأصل […]»
2. ↑  منيب إبراهيم سيد فقير. مرة أخرى حول كلمة "زول" نسخة محفوظة 22 ديسمبر 2019 على موقع واي باك مشين.
3. ↑  Logical whim. Your Dictionary [وصلة مكسورة] نسخة محفوظة 16 مارس 2020 على موقع واي باك مشين.
4. ↑  "رشم - معاني وشروح وتحليلات لسان.نت- Lisaan.net". مؤرشف من الأصل في 2017-07-02. اطلع عليه بتاريخ 2016-04-08.